# أتيلا بيرو
أتيلا بيرو (بالمجرية: Bíró Attila)‏ هو مدرب رياضي مجري، ولد في 9 مايو 1966 في ايغر في المجر.